# أوسكار لارسن
أوسكار لارسن (بالنرويجية البوكمول: Oscar Larsen)‏ هو عداء المسافات المتوسطة نرويجي، ولد في 11 سبتمبر 1887 في أوسلو في النرويج، وتوفي في 16 أبريل 1975.

## وصلات خارجية
- أوسكار لارسن على موقع أوليمبيديا (الإنجليزية)